# مورونتوس
مورونتوس (بالإنجليزية: Maurontus)‏ كونت بروفنس في بداية القرن الثامن الميلادي، والذي سعى للاستقلال عن سلطة كارل مارتل دوق الفرنجة.
ورد ذكر اسمه في تأريخ فريدغر مسبوقًا بلقب "دوق"، ويعتقد أنه كان على صلة برئيس بلاط نيوستريا فاراتون. ورغم أنه سعى لكي لا يخضع لسلطة أسرة بيبن, إلا أنه لم يسع للاستقلال عن السلطة الملكية. كغيره من نبلاء بروفنس الآخرين في عصره، كانت سلطته في المقام الأول، مرتبطة بالأراضي والمقرات الكنسية التي كانت تحت سيطرته. لهذا السبب، لقي مورونتوس معارضة ليس من البيبنيين وحلفائهم فقط، بل ومن قبل الأسر المحلية مثل فالديلينيوس حول بيزانسون، التي سيطرت على الممرات من سوسا وغاب وإمبران إلى مملكة إيطاليا.
في أو قبل عام 736 م، تحالف مع يوسف بن عبد الرحمن الفهري والي أربونة للدفاع عن أفينيون. بعض مصادر أخرى وضعت توقيت هذا الحدث بعد عام 736 م. في ذاك العام، غزا كارل مارتل حوض نهر الرون مع أخيه تشالدبراند ودمر المنطقة، مستعيدًا آرل وأفينيون، مجبرًا مورونتوس على العودة إلى مرسيليا. من هناك، تمرد هو وأنصاره إلى أن هزمه تشالدبراند واللومبارديين بشكل حاسم قرب أفينيون، وأجبروا مورونتوس على الفرار إلى الألب.